# 얼음의 세계
《얼음의 세계》(일본어: 氷の世界)는 일본의 텔레비전 드라마로, 1999년 10월 11일부터 12월 20일까지 매주 월요일 저녁 9시부터 9시 54분까지 후지 TV 계열 게츠쿠로 방송된되었다. 주연은 다케노우치 유타카와 마츠시마 나나코이다.
주제는 보험금 살인이며, 각본가 노자와 히사시는 와카야마 독극물 카레 사건 용의자와 관계가 있는 보험금 살인 미수 사건을 바탕으로 본 작품을 구상했다.